# Mario Parga

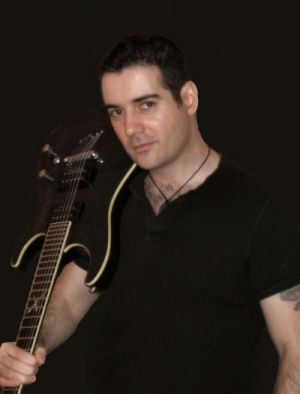
Mario Parga

Mario Parga (* 7. August 1969 in Lytham, Lancashire, England) ist ein Rock- und Heavy-Metal-Gitarrist.
Bekannt wurde Mario Parga in den späten 1980er-Jahren, als er erstmals in diversen Rock-Magazinen wie Guitar Player Magazine, Metal Hammer, Kerrang, Metal Forces erwähnt wurde und ein Live Gitarrensolo in MTV's Metal Hammer show spielte.
In den frühen 1990er-Jahren tourte Mario Parga mit einer Vielzahl von Künstlern und war an der Aufnahme einiger ihrer Alben beteiligt, darunter Cozy Powell und Graham Bonnet.
1991 wurde sein Debüt-Instrumentalalbum The Magician auf dem Label President Records veröffentlicht.
Desillusioniert von der Musikindustrie zog sich Mario Parga von der Musikszene zurück und trat erst wieder 1998 in Erscheinung, als er in Los Angeles auf Graham Bonnets album The Day I Went Mad Gitarre spielte.
Im Juni 2000 nahm Mario Parga das Stück Valse Diabolique für das Album The Alchemists des Liquid Note Records Label auf.
Zwei Jahre später, 2002, veröffentlichte Parga die Ballade Hourglass für das Lion Music Album Warmth in the Wilderness II, ein Tribut an Jason Becker, auf.
Im Jahr 2007 gründete Parga sein eigenes Plattenlabel MidnightCafe Music, um zukünftige Alben dort zu veröffentlichen.
Sein lange erwartetes Album Entranced wurde auf diesem Label am 14. April 2007 veröffentlicht.
2008 veröffentlicht Mario Parga zusammen mit dem Sänger Tony Martin die Single Spirit of Night.
Mario Parga lebt in Las Vegas, Nevada, USA mit seiner Frau Shawna und ihrer Tochter Skye.

## Spieltechnik
Mario Parga wird von vielen als einer der Besten Arpeggio- sowie 'Shred'-Gitarristen des Neoklassischen Metal-Genre gehalten.
Er kombiniert dabei komplexe Arpeggio Muster mit schnellem, alternatierenden- und Sweep Picking sowie Bending.
Mario Parga wurde in der Juli 2008 Ausgabe des internationalen Magazins Guitar World als einer der weltweit 50 schnellsten Gitarristen im
Alternatierenden Picking genannt. Dabei wurde eine wissenschaftliche Notenzählmethodik angewandt.
Neben seiner extremen Schnelligkeit ist er auch als ein sehr emotionaler Spieler langsamer Passagen bekannt.